# Комсомольский (Топчихинский район)
Комсомольский — посёлок в Топчихинском районе Алтайского края России. Входит в состав Парфёновского сельсовета.

## География
Расположен у ручья Волчиха, в 9 км к востоку от села Парфёново. 

## Население
| 1997 | 1998 | 1999 | 2000 | 2001 | 2002 | 2003 |
| ---- | ---- | ---- | ---- | ---- | ---- | ---- |
| 137  | ↗145 | ↘144 | ↘133 | ↗139 | ↗144 | ↘140 |
| 2004 | 2005 | 2006 | 2007 | 2008 | 2009 | 2010 |
| ↘134 | ↘130 | ↘124 | ↗132 | ↘129 | ↘121 | ↘104 |
| 2011 | 2012 | 2013 |      |      |      |      |
| ↗105 | ↘93  | ↘88  |      |      |      |      |

Согласно результатам переписи 2002 года, в национальной структуре населения русские составляли 69 %.